# Arzúa
Arzúa es un municipio español situado en la parte suroriental de la provincia de La Coruña, en la comunidad autónoma de Galicia. Se autodenomina "tierra del queso" en referencia al queso elaborado con leche de vaca de la denominación de origen Arzúa-Ulloa.

## Geografía humana

### Demografía
Cuenta con una población de 5887 habitantes (INE 2024).
| Gráfica de evolución demográfica de Arzúa entre 1842 y 2024                                                           |
| |
| Población de derecho según los censos de población del INE. Población de hecho según los censos de población del INE. |

## Organización territorial
El municipio está formado por 225 entidades de población distribuidas en 22 parroquias:
- Arzúa (Santa María)
- Boente (Santiago)
- Brandeso (San Lourenzo)
- Branzá (Santa Locaia)
- Burres (San Vicenzo)
- Calvos de Sobrecamino[3]
- Campo (San Estevo)
- Castañeda (Santa María)
- Dodro (Santa María)
- Dombodán (San Cristovo)
- Figueroa (San Paio)
- Lema (San Pedro)
- Marojo[3]
- Mella (San Pedro)
- Oínes[3]
- Pantiñobre (San Estevo)
- Rendal (Santa María)
- Santiago de Arzúa (Santiago)
- Tronceda (Santa María)
- Villadavil[3]
- Villantime (San Pedro)
- Viñós (San Pedro)

## Patrimonio artístico

### Arte religioso
Entre los monumentos religiosos presentes en el municipio destacan:
- Capilla de la Magdalena, que formó parte de un antiguo convento de agustinos para atender a los caminantes fundado en el siglo XIV. Se ha iniciado su restauración, con intención de convertirla en un pequeño museo. Fue reinaugurada como sala cultural el 21 de junio de 2006, con la exposición itinerante de Maruxa Mallo. Actualmente es punto de encuentro y nido de múltiples actividades culturales que pretenden acercar el patrimonio artístico local a la población arzuana e internacional.
- Capilla de la Mota
- Capilla de la Fuente Santa (Capela da Fonte Santa en Galego): capilla situada al lado del Río Brandeso. En el entorno se encuentran fuentes de aguas sulfúricas que dan nombre a la capilla y entorno.

### Arte Civil
Los monumentos civiles más destacados del municipio son:
- Numerosos pazos por el municipio.
- Praza de Galicia: plaza de planta cuadrangular situada en el centro de la villa. Destaca su paseo formado por Plátanos centenarios, la iglesia parroquial de Santiago el monumento a Las Queseras y la Fuente de los becerros. Es lugar de encuentro y en ella se realizan numerosos actos culturales y religiosos a lo largo de todo el año.
- Monumento a Las Queseras: Escultura que representa a una quesera tradicional de principios del siglo XX para honrar a las mujeres que hicieron de este producto la seña de identidad de la villa.
- Fuente de los becerros: Escultura en piedra que representa a dos ganaderos, mujer y hombre, sujetando a dos becerros. Hace alusión a la larga tradición ganadera de la villa.
- Monumento al emigrante. Escultura contenporanea que representa a una persona llevando una maleta en alusión a la emigración.
- Monumento al Peregrino: Escultura compuesta de un fuste en el cual se encuentra tallada la efigie de un peregrino. Está situado en el Camino de Santiago a su paso por el centro de la villa.
- Casa de la Cultura. Antigua cárcel construida con las piedras del otrora abandonado Monasterio de Sobrado dos Monxes y que actualmente es un centro lúdico donde se imparten distintas materias. El edificio es sede del conservatorio de música local. Cuenta también con una sala de teatro en la que se realizan diversos actos a lo largo del año.
- El Viso

## Cultura
Arzúa es una de las últimas etapas del Camino de Santiago. Aquí confluyen el camino francés y el camino del norte.

## Gastronomía
Arzúa es la cuna del queso con denominación de origen Arzúa Ulloa, uno de los más representativos de Galicia. El primer domingo de marzo se celebra desde 1976 la 'Fiesta del Queso', oficialmente "Festa do Queixo" como marca registrada.

## Hijos ilustres
- Rebeca Quintáns. Periodista y escritora, autora de Un rey golpe a golpe (2000), biografía no autorizada de Juan Carlos I.

## Fiestas locales

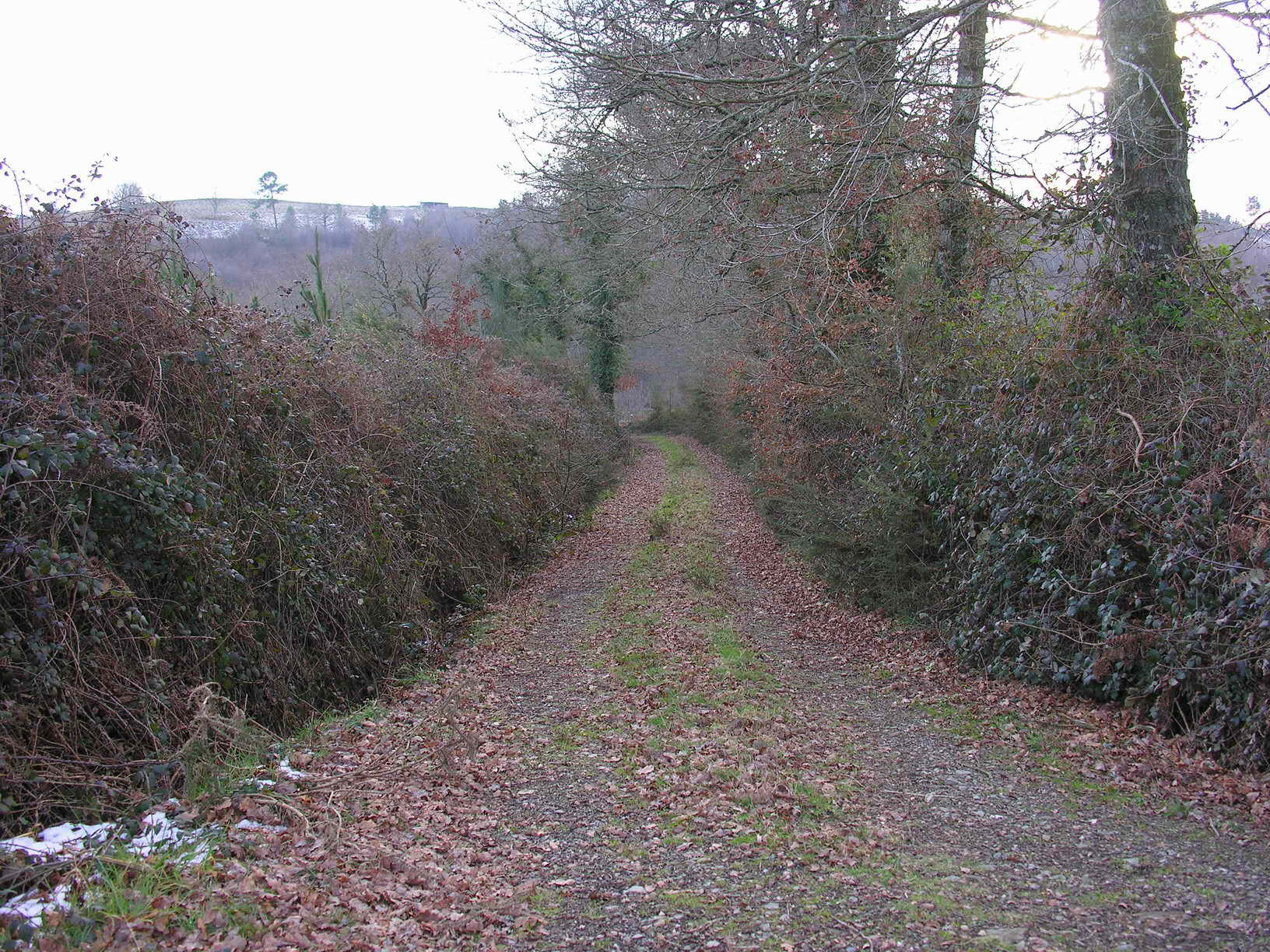
Camino rural en el municipio.

- La 'Fiesta del Queso', oficialmente "Festa do Queixo" como marca registrada -Festa de Interese Turístico Gallego- se celebra cada año el primer domingo del mes de marzo desde 1976. Es un evento con multitud de actividades alrededor del queso y la gastronomía, en el que destaca también su programación cultural variada y los conciertos de rock y folk del 'Festival del Queso', oficialmente "Festival do queixo".
- Fiesta del Corpus en junio
- Fiesta del Carmen en julio.
- Fiesta de los Botes en agosto.

## Hermanamientos
- Trujillo (España)
- Úbeda (España)